# Parlament Federal de Transició
El Parlament Federal de Transició de la República de Somàlia (somali: Golaha Shacabka Federaalka Kumeelgaarka ee Jamhuuriyada Soomaaliya) és òrgan legislatiu interí de Somàlia creat a Kenya el 29 de gener del 2004. La seva composició fou publicada el 29 d'agost del 2004.
Està format per 275 membres amb 61 escons per cada un dels quatre clans principals i la resta de clans amb 31 escons. Els quatre majors clans són els hawiye, els rahanweyn, els dir i els darod. Els quinze clans menors (coneguts com "els quinze", són la resta de clans somalis com els midgan, tumal, yibir i els no somalis com els bantu somalis o jareerweyne, els eyle, els reer hamar, els bravanesos (i altres grups de Banaadir), i els bajuni. La Carta Federal (una mena de constitució) va establir que almenys el 12% dels parlamentaris han de ser dones (article 29). Un dels poders del Parlament segons la Carta Federal de Transició (article 5) és el govern de Mogadiscio com a capital, poder que està de fet en mans de senyors de la guerra alguns dels quals són membres del Parlament.
Va tenir la seva primera reunió dins s Somalia el 26 de febrer de 2006 a Baidoa, en un magatzem de gra habilitat per aquesta finalitat.
El Parlament és la branca legislativa i va establir una branca executiva coneguda com a Govern Federal de Transició (TFG) (Dowalada Federaalka Ku Meel gaarka ah ee Jamhuuriyada Soomaaliya) escollint a Abdullahi Yusuf Ahmed com a president l'octubre del 2004. El president va nomenar un gabinet presidit per un primer ministre, càrrec pel que va designar a Ali Mohammed Ghedi.
El Parlament Federal de Transició (PFT), el Govern Federal de Transició (GFT) i la Carta Federal de Transició (CFT) col·lectivament formen les Institucions Federals de Transició (IFT). El GFT va substituir al Govern Nacional de Transició (GNT) que va existir del 2000 al 2004.
El 17 de gener de 2007 el cap (speaker) del Parlament, Sharif Hassan Sheikh Adan, fou destituït pel mateix Parlament per 183 vots a favor i 8 en contra, acusat d'estar absent de les sessions parlamentàries durant mesos i de ser simpatitzant de les Corts Islàmiques de Somàlia. La reunió es va fer al graner de Baidoa. Com a nou cap fou elegit el 31 de gener del 2007 Sheikh Adan Madobe per 154 vots dels 275; el seu rival Ibrahim Adan Hassan va obtenir 54 vots. Com a segon president fou designat Osman Elmi Boqore
El capitol 2 de la Carta Federal de Transició defineix l'islam com la religió nacional i l'article 8 dona la xara com la base de la llei. El capítol 9 defineix el poder judicial.
Els membres inicials del Parlament (després s'han produït algunes substitucions) segons la composició publicada el 29 d'agost del 2004, foren: 
| Numéro | Nom                                        | Clan, facció, gènere, posició al gabinet, notes |  |
| ------ | ------------------------------------------ | --- |  |
| 1.     | Hon. Mustafa Farah de West London          | |  |
| 2.     | Hon. Abdulahi Abdi Garun                   | |  |
| 3.     | Hon. Abdullahi Omer                        | |  |
| 4.     | Hon. Ahmed Warsame Mohamed                 | |  |
| 5.     | Hon. Ali Shire Osman                       | |  |
| 6.     | Hon. Axmed Cusman Jibril                   | |  |
| 7.     | Hon. Fadumo Sheikh Nurow                   | |  |
| 8.     | Hon. Hassan Abdullah Qalad                 | |  |
| 9.     | Hon. Mohammed Omar Dalha                   | |  |
| 10.    | Hon. Osman Mohamud Mohamed (Dufle)         | |  |
| 11.    | Hon. A/Karim Egeh Guleid                   | |  |
| 12.    | Hon. Abdalla Boss Ahmed                    | |  |
| 13.    | Hon. Abdalla Derow Isak                    | |  |
| 14.    | Hon. Abdalla Haji Ali                      | |  |
| 15.    | Hon. Abdi Abdulle Saeed                    | |  |
| 16.    | Hon. Abdi Ahmed Dhuhulow                   | |  |
| 17.    | Hon. Abdi Bulle Hussein                    | |  |
| 18.    | Hon. Abdi Haji Yaris                       | |  |
| 19.    | Hon. Abdi Harshi Abdillahi                 | |  |
| 20.    | Hon. Abdi Mohamed Tarrah                   | |  |
| 21.    | Hon. Abdi Warsame Isak                     | |  |
| 22.    | Hon. Abdiazis Ibrahim Osman                | |  |
| 23.    | Hon. Abdifatah Ahmed Mumin                 | |  |
| 24.    | Hon. Abdikafi Moalin Hassan                | |  |
| 25.    | Hon. Abdikarim Ahmed Ali                   | |  |
| 26.    | Hon. Abdillahi Ahmed Abdille               | |  |
| 27.    | Hon. Abdirahaman Jama Abdalla              | darod:warsangeli:reersaalax: reer idiris; ministre de reconstrucció\|- |  |
| 28.    | Hon. Abdirahman Abdi Warre                 | |  |
| 29.    | Hon. Abdirahman Haji Ismail                | |  |
| 30.    | Hon. Abdirahman Mohamud Ali                | |  |
| 31.    | Hon. Abdirahman Osman Dirir                | |  |
| 32.    | Hon. Abdirashid Mohamed Hidig              | |  |
| 33.    | Hon. Abdirizak Issak Bihi                  | |  |
| 34.    | Hon. Abdiwali Ibrahim Muday                | |  |
| 35.    | Hon. Abdow Maax Farah                      | |  |
| 36.    | Hon. Abdukadir Aden Jibar                  | |  |
| 37.    | Hon. Abdulahi Aden Ahmed (Black)           | |  |
| 38.    | Hon. Abdulahi Aden Ali (Shaletey)          | |  |
| 39.    | Hon. Abdulfatah Ibrahim Rashid             | |  |
| 40.    | Hon. Abdulkadir Haji Mohamoud Dakane       | |  |
| 41.    | Hon. Abdulkadir Mohamed Haji               | |  |
| 42.    | Hon. Abdulkadir Nur Arale                  | |  |
| 43.    | Hon. Abdulkadir Osman Wehli                | |  |
| 44.    | Hon. Abdulkadir Sheikh Mohamed Nur         | |  |
| 45.    | Hon. Abdullahi Bile Nuur                   | |  |
| 46.    | Hon. Abdullahi Ahmed Afrah                 | |  |
| 47.    | Hon. Abdullahi Gedi Shador                 | |  |
| 48.    | Hon. Abdullahi Moalim Mohamed ‘Fah’        | |  |
| 49.    | Hon. Abdullahi Sheikh Ismail               | dir; antic viceprimer ministre, Ministre d'Afers Exteriors |  |
| 50.    | Hon. Abdullahi Yusuf Ahmed                 | darod:majeerteen; líder de Front Democràtic de Salvació Somali, FDSS; ex president de Puntland; President de Somàlia |  |
| 51.    | Hon. Abdulrahman Yusuf Diriye              | |  |
| 52.    | Hon. Abdurahman Aden Ibrahim ‘Ibbi’        | |  |
| 53.    | Hon. Adan Abdullahi Diriye                 | |  |
| 54.    | Hon. Adan Mohamed Ali                      | |  |
| 55.    | Hon. Aden Mohamud Mohamed (Fero)           | |  |
| 56.    | Hon. Adil Sheegow Sagar                    | |  |
| 57.    | Hon. Ahmed Abdi Omar                       | |  |
| 58.    | Hon. Ahmed Abdillahi Jama (Dakir)          | |  |
| 59.    | Hon. Ahmed Abdorahman Mohamed              | |  |
| 60.    | Hon. Ahmed Dhimbil Robleh                  | |  |
| 61.    | Hon. Ahmed Diriye Mohamed                  | |  |
| 62.    | Hon. Ahmed Duale Gelle (Haaf)              | |  |
| 63.    | Hon. Ahmed Hashi Mohamoud                  | |  |
| 64.    | Hon. Ahmed Issa Awale                      | |  |
| 65.    | Hon. Ahmed Mohamed Abdi (Ahmedtaw)         | |  |
| 66.    | Hon. Ahmed Ismail Jumale                   | hawiye:habar gedir; Ambaixador al Regne Unit |  |
| 67.    | Hon. Ahmed Mohamed Suleiman                | |  |
| 68.    | Hon. Ahmed Mohammed Samar                  | |  |
| 69.    | Hon. Ahmed Nur Sheikh ‘Lohos'              | |  |
| 70.    | Hon. Ahmed Omar Gagale                     | |  |
| 71.    | Hon. Ahmed Shariff Mohamed Sidi            | |  |
| 72.    | Hon. Ahmed Sheik Abdirahman                | |  |
| 73.    | Hon. Ali Mumin Ismail                      | |  |
| 74.    | Hon. Ali Aden Hussein (Eylow)              | |  |
| 75.    | Hon. Ali Ahmed Jama                        | |  |
| 76.    | Hon. Ali Alas Qareey                       | |  |
| 77.    | Hon. Ali Haji Mohamoud ‘Ali-Bash’          | |  |
| 78.    | Hon. Ali Hassan Guyow                      | |  |
| 79.    | Hon. Ali Ismail Abdi-ger                   | |  |
| 80.    | Hon. Ali Jeyte Osman                       | |  |
| 81.    | Hon. Ali Mohamed Faqay                     | |  |
| 82.    | Hon. Ali Mohamoud Abdi                     | |  |
| 83.    | Hon. Ali Osman Jidow                       | |  |
| 84.    | Hon. Ali Sheikh Mohamed Nur                | |  |
| 85.    | Hon. Ali-Bashi Haji                        | |  |
| 86.    | Hon. Amina Mohamed Mursal                  | |  |
| 87.    | Hon. Amir Ahmed Mohamed                    | |  |
| 88.    | Hon. Asha Abdalla                          | |  |
| 89.    | Hon. Asha Abdi Sheikh                      | |  |
| 90.    | Hon. Asha Abdullahi Isse                   | |  |
| 91.    | Hon. Asha Haji Elmi                        | dona; fundadora de "Salvar a les Dones i Nens Somalis" (SDNS); cap del grup de dones dels "sisè clan" |  |
| 92.    | Hon. Avv. Ahmed Ibrahim Mohamed            | |  |
| 93.    | Hon. Awad Ahmed Ashara                     | |  |
| 94.    | Hon. Barre Aden Shire                      | Cap de l'Aliança de la Vall del Juba; Ministre de Defensa |  |
| 95.    | Hon. Bashir Mohamed Aden                   | |  |
| 96.    | Hon. Botan Isse Alin                       | |  |
| 97.    | Hon. Cabdi Cumar Axmed (Abdi Omar Ahmed)   | |  |
| 98.    | Hon. Cisman Cilmi Boqoreh                  | |  |
| 99.    | Hon. Dahir Haji Khalif                     | |  |
| 100.   | Hon. Deqa Olujog Jama                      | |  |
| 101.   | Hon. Fadumo Hassan Ali                     | |  |
| 102.   | Hon. Fahma Ahmed Nur                       | |  |
| 103.   | Hon. Faisal Omer Gulaid                    | |  |
| 104.   | Hon. Farah Hassan Mohamed                  | |  |
|        |                                            | |  |
| 106.   | Hon. Farahan Ali Mohamoud                  | |  |
| 107.   | Hon. Fatuma Dahir Adan                     | |  |
| 108.   | Hon. Fowsiya Mohamed Sheikh Hasan          | |  |
| 109.   | Hon. Gelle Mohamed Adan                    | |  |
| 110.   | Hon. Haji Adam Hussein                     | |  |
| 111.   | Hon. Hassan Abdi Guure                     | |  |
| 112.   | Hon. Hassan Abdi Hirey                     | |  |
| 113.   | Hon. Hassan Abdunur Aden (Albera)          | |  |
| 114.   | Hon. Hassan Abshir Farah                   | Ex primer ministre de Somàlia en el Govern Nacional de Transició; ex Ministre de Pesca dimitit l'1 d'agost de 2006 |  |
| 115.   | Hon. Hassan Ahmed Jama                     | |  |
| 116.   | Hon. Hassan Burale Mohamed                 | |  |
| 117.   | Hon. Hassan Dhimbil Wasame                 | |  |
| 118.   | Hon. Hassan Ibrahim Mohamed                | |  |
| 119.   | Hon. Hassan Isak Yaqub ‘Ges Adde’          | |  |
| 120.   | Hon. Hassan Moallin Hussein                | |  |
| 121.   | Hon. Hassan Mohamed Idiris                 | |  |
| 122.   | Hon. Hasan Muhammad Nur Shatigadud         | President de l'Exèrcit de Resistència Rahanweyn; President de Somàlia del Sud-oest |  |
| 123.   | Hon. Hassan Omar Hussein                   | |  |
| 124.   | Hon. Hassan Omar Mohamed                   | |  |
| 125.   | Hon. Hawa Abdillahi Qayad                  | |  |
| 126.   | Hon. Hiddo Farah Abdi                      | |  |
| 127.   | Hon. Hilowle Iman Omar                     | |  |
| 128.   | Hon. Hirsi Bulahan                         | |  |
| 129.   | Hon. Hussein Abdi Mohamed                  | |  |
| 130.   | Hon. Hussein Abdisalan Mohamed             | |  |
| 131.   | Hon. Hussein Addawe Badow                  | |  |
| 132.   | Hon. Hussein Arale Addan                   | |  |
| 133.   | Hon. Hussein Elabe Faahiye                 | |  |
| 134.   | Hon. Hussein Mohamed Jama Keynan           | |  |
| 135.   | Hon. Hussein Mohammud Muse ‘Bantu’         | |  |
| 136.   | Hon. Hussein Mohamud Sheikh Hussein        | |  |
| 137.   | Hon. Hussein Osman Hussein                 | |  |
| 138.   | Hon. Ibrahim Abdulahi Osman (Garabey)      | |  |
| 139.   | Hon. Ibrahim Aden Hassan (Kiish)           | |  |
| 140.   | Hon. Ibrahim Habeeb Noor                   | |  |
| 141.   | Hon. Ibrahim Hussein Ali Salah             | |  |
| 142.   | Hon. Ibrahim Isak Aymow (Jarere)           | |  |
| 143.   | Hon. Ibrahim Isak Yarow                    | |  |
| 144.   | Hon. Ibrahim Mohamed Deeq                  | |  |
| 145.   | Hon. Ibrahim Mohamed Isak (Ibrow)          | |  |
| 146.   | Hon. Ibrahim Shaikh Ali Mohamed            | |  |
| 147.   | Hon. Ing. Nur Wabar Abdi                   | |  |
| 148.   | Hon. Isak Mohamed Nur                      | |  |
| 149.   | Hon. Isak Mohamud Mohamed                  | |  |
| 150.   | Hon. Islan Mohamed Abdullahi Hiddig        | |  |
| 151.   | Ismail Hassan Farah                        | |  |
| 152.   | Hon. Ismail Hassan Jama                    | |  |
| 153.   | Hon. Ismail Hassan Mohamoud                | |  |
| 154.   | Hon. Ismail Mohamoud Hure                  | |  |
| 155.   | Hon. Ismail Qasim Naji                     | General, ex comandant en cap de l'exèrcit de Somàlia del GNT |  |
| 156.   | Hon. Isse Weheliye Malin                   | |  |
| 157.   | Hon. Jama Abdillahi Ofleh                  | |  |
| 158.   | Hon. Jama Ali Jama                         | darod:majeerteen:osman mahmud:muuse suldaan; ex president de Puntland |  |
| 159.   | Hon. Jama Gure Qobey                       | |  |
| 160.   | Hon. Jamal Hassan Mohamed                  | |  |
| 161.   | Hon. Jibril Mohamed Sheikh Osman           | |  |
| 162.   | Hon. Khadar Behi Alin                      | |  |
| 163.   | Hon. Khadija Mohamed Diriye                | |  |
| 164.   | Hon. Khalid Omar Ali                       | |  |
| 165.   | Hon. Lul Abdi Aden                         | |  |
| 166.   | Hon. Mahad Aabdalle Aawed                  | |  |
| 167.   | Hon. Mahamud Abdi Hassan (Begos)           | |  |
| 168.   | Hon. Mariam Arif Qassim                    | |  |
| 169.   | Hon. Maulid Ma’ane Mohamud                 | |  |
| 170.   | Hon. Maxamed Abdillahi Kamil               | |  |
| 171.   | Hon. Maxamed Cali Xagaa                    | |  |
| 172.   | Hon. Maxmed Cali Daheye                    | |  |
| 173.   | Hon. Mire Hagi Farah Mohamed               | |  |
| 174.   | Hon. Moalin Mohamud Mohamed (Jiis)         | |  |
| 175.   | Hon. Moalin Nur Hassan                     | |  |
| 176.   | Hon. Modobe Nunow Mohamed                  | |  |
| 177.   | Hon. Mohamed Abdi Awad                     | |  |
| 178.   | Hon. Mohamed Abdi Hayer                    | |  |
| 179.   | Hon. Mohamed Abdi Yussuf                   | |  |
| 180.   | Hon. Mohamed Aden Wayel                    | |  |
| 181.   | Hon. Mohamed Ahmed Kulan                   | |  |
| 182.   | Hon. Mohamed Ali Bilaal                    | |  |
| 183.   | Hon. Mohamed Ali Shiriye                   | |  |
| 184.   | Hon. Mohamed Diriye Ali                    | |  |
| 185.   | Hon. Mohamed Hashi Gaani                   | |  |
| 186.   | Hon. Mohamed Hassan Faqi                   | |  |
| 187.   | Hon. Mohamed Hassan Ibrahim                | |  |
| 188.   | Hon. Mohamed Hussein Addo                  | |  |
| 189.   | Hon. Mohamed Hussein Isak                  | |  |
| 190.   | Hon. Mohamed Hussein Rage                  | |  |
| 191.   | Hon. Mohamed Ibrahim Mohamed (Habsade)     | Cap de facció de l'Exèrcit de Resistència Rahanweyn |  |
| 192.   | Hon. Mohamed Ismail Barkale                | |  |
| 193.   | Hon. Mohamed Jama Furuh                    | |  |
| 194.   | Hon. Mohamed Maalim Abdirahman             | |  |
| 195.   | Hon. Mohamed Mohamoud Aden                 | |  |
| 196.   | Hon. Mohamoud Mohamed Guled àlies Gamadere | Ex ministre d'Obres Públiques i Habitatge fins al 7 de febrer del 2007, després ministre del Interior |  |
| 197.   | Hon. Mohamed Mursal Borrow                 | |  |
| 198.   | Hon. Mohamed Nurani Bakar                  | |  |
| 199.   | Hon. Mohamed Omar Habeb Dhere              | Membre del Consell de Reconciliació i Restauració de Somàlia i de l'Aliança per la Restauració de la Pau i Contra el Terrorisme; va substituir el novembre del 2004 a Ali Mohammed Ghedi que havia estat designat primer ministre |  |
| 200.   | Hon. Mohamed Osman Bulbul                  | |  |
| 201.   | Hon. Mohamed Osman Isak (Fanah)            | |  |
| 202.   | Hon. Mohamed Osman Maye                    | |  |
| 203.   | Hon. Mohamed Osman Mostaro                 | |  |
| 204.   | Hon. Mohamed Qanyare Afrah                 | Membre de facció del Congrés de la Somàlia Unificada-Aliança de Salvació de Somàlia; ex ministre de Seguretat, destituït el juny del 2006 |  |
| 205.   | Hon. Mohamed Sh. Nageye                    | |  |
| 206.   | Hon. Mohamed Sheikh Ahmed Gabyo            | |  |
| 207.   | Hon. Mohamed Shiekh Isak (Abadir)          | |  |
| 208.   | Hon. Mohammed Hassan Ali Daryeel           | |  |
| 209.   | Hon. Mohamoud Ahmed M. Kulalihi            | |  |
| 210.   | Hon. Mohamoud Mohamed Hassan               | |  |
| 211.   | Hon. Mohamud Sayed Aden                    | |  |
| 212.   | Hon. Mohamud Abdillahi Jama                | |  |
| 213.   | Hon. Mohamud Barre Hussein                 | |  |
| 214.   | Hon. Mohamuud Salad Noor                   | |  |
| 215.   | Hon. Mukhtar Mohamed Yusuf                 | |  |
| 216.   | Hon. Mumin Ibrahim Isak                    | |  |
| 217.   | Hon. Muna Ibrahim Abikar                   | |  |
| 218.   | Hon. Munye Said Omar                       | |  |
| 219.   | Hon. Muqtar Munye Bishar                   | |  |
| 220.   | Hon. Musa Nur Amin                         | |  |
| 221.   | Hon. Muse Ali Omar                         | |  |
| 222.   | Hon. Muse Hersi Fahiye                     | |  |
| 223.   | Hon. Muse Sudi Yalahow                     | Membre d'una facció del Congrés de la Somàlia Unificada-Aliança de Salvació de Somàlia; ex membre del Consell de Reconciliació i Restauració de Somàlia; ex ministre de Comerç destituït el juny del 2006 |  |
| 224.   | Hon. Mustafa Sheikh Ali Duhulow            | |  |
| 225.   | Hon. Nur Ahmed Dirshe                      | |  |
| 226.   | Hon. Nur Matan Abdi                        | |  |
| 227.   | Hon. Nur Sheikh Hussein Addo               | |  |
| 228.   | Hon. Omar Aden Hassan                      | |  |
| 229.   | Hon. Omar Ahmed Jess                       | |  |
| 230.   | Hon.Omar Hanshi Aden                       | hawiye:hawadle:adan warsame; coronel de l'exèrcit somali, governador de Qandala a la regió de Bari, governador de Baladweyn a la regió d'Hiiraan, governador de Jilib, a Jubbada Dhexe; alcalde de [Mogadiscio] el 1992. Cap del Congrés de la Somàlia Unificada-Moviment de Pau; membre de l'Aliança Somali de Pau formada el 1999; Ministre de Moneda al GNT; va dimitir el 28 de juliol de 2006 en protesta per la invasió etíop i va ser un dels fundadors de l'Aliança pel Nou Alliberament de Somàlia (setembre del 2007), secretari d'afers interns del grup i president del Comitè Conjunt de Seguretat a Djibouti. |  |
| 231.   | Hon. Omar Islaw Mohamed                    | |  |
| 232.   | Hon. Omar Mohamud Mohamed (Finish)         | President de una facció del Congrés de la Somàlia Unificada-Aliança de Salvació de Somàlia |  |
| 233.   | Hon. Omar Ugas Mumin                       | |  |
| 234.   | Hon. Omer Hassan Subeir                    | |  |
| 235.   | Hon. Osman Adan Dhubow                     | |  |
| 236.   | Hon. Osman Hassan Ali Ato                  | hawiye:habar gedir:sacad; dirigent de l'Aliança Nacional Somali; Ministre d'Obres Públiques i Habitatge dimitit el 27 de juliol del 2006 |  |
| 237.   | Hon. Osman Liban Ibrahim                   | |  |
| 238.   | Hon. Osman Muqtar Mohamed (Mirow)          | |  |
| 239.   | Hon. Qamar Adan Ali Abdalla                | |  |
| 240.   | Hon. Rashid Adan Abdullahi ‘Gebyow’        | |  |
| 241.   | Hon. Saeed Hassan Shireh                   | |  |
| 242.   | Hon. Saeed Mohamed Rage                    | |  |
| 243.   | Hon. Sahra Abdulkadir Abdirahman           | |  |
| 244.   | Hon. Salad Ali Jelle                       | Viceministre de Defensa |  |
| 245.   | Hon. Salah Ali Farah                       | |  |
| 246.   | Hon. Salah Ismail Saqawe                   | |  |
| 247.   | Hon. Salim Aliyow Ibrow                    | |  |
| 248.   | Hon. Saredo Mohamed Abdalla                | |  |
| 249.   | Hon. Sharif Hassan Sheikh Aden             | rahanweyn:adan mirifle:siyeed:asharaaf; ex cap del Parlament; cessat el 17 de gener del 2007 per donar suport a la Unió de Corts Islàmiques de Somàlia |  |
| 250.   | Hon. Sharif Safi Roble                     | |  |
| 251.   | Hon. Sharif Salah Mohamed Ali              | |  |
| 252.   | Hon. xeic Adan Mohamed Nuur Madobe         | rahanweyn:mirifle:sagaal:hadame; dirigent de l'Exèrcit de Resistència Rahanweyn |  |
| 253.   | Hon. Sheikh Aden Moalin Isak               | |  |
| 254.   | Hon. Sheikh Aden Sheikh Mohamed Der        | |  |
| 255.   | Hon. Sheikh Hassan Bile                    | |  |
| 256.   | Hon. Sheikh Jama Haji Hussein              | |  |
| 257.   | Hon. Sheikh Nur Ali Aden                   | |  |
| 258.   | Hon. Suleyman Olad Roble                   | |  |
| 259.   | Hon. Surie Dirie Arab                      | |  |
| 260.   | Hon. Xirsi Adan Rooble Afrax               | |  |
| 261.   | Hon. Yussuf Mahamed Harare                 | |  |
| 262.   | Hon. Yusuf Abdillahi Kahin                 | |  |
| 263.   | Hon. Yusuf Gelle Ugas                      | |  |
| 264.   | Hon. Yusuf Hassan Iibrahim                 | |  |
| 265.   | Hon. Yusuf Mire Mohamoud "Serar"           | |  |
| 266.   | Hon. Yusuf Mohamed Abduqadir               | |  |
| 267.   | Hon. Yusuf Mohamed Kahair                  | |  |
| 268.   | Hon. Zakariye Xuseen Areh                  | |  |
| 269.   | Hon. Zakia Abdissalam Alim                 | |  |
| 270.   | Hon. Zeinab Maxamed Caamir                 | |  |
| 271.   | Hon. Zekaria Mohamoud Haji Abdi            | |  |
| 272.   | Hussein Mohamed Farah Aydid junior         | Ex president de Somàlia; cap de l'Aliança Nacional Somali i del Consell de Reconciliació i Restauració de Somàlia; vice primer ministre i ex ministre del Interior i després (febrer del 2007) ministre d'Obres Públiques i Habitatge |  |
| 273.   | Ibrahin Abdi Nur                           | |  |
| 274.   | Mohamed Mohamoud Haid                      | |  |
| 275.   | Mohamed Warsama Ali                        | President de Galmudug |  |